# Technicolor
 For alternative betydninger, se Technicolor (flertydig). (Se også artikler, som begynder med Technicolor)
Technicolor er navnet på en farveskabelsesproces, hvor man benyttede 3 farvefiltre (cyan, magenta og gul), som blev frembragt gennem en prisme i et specialtbygget kamera.
Technicolors 3-stribe proces blev kendt og hyldet for sin mættede farve, og blev oprindeligt mest brugt til musicalfilm Troldmanden fra Oz (1939), Down Argentine Way (1940), and Meet Me in St. Louis (1944), historiske dramaer som The Adventures of Robin Hood (1938) and Gone with the Wind (1939), Blue Lagoon (1949), og animationsfilm som Snehvide og de syv dværge (1937), Gulliver's Travels (1939), Pinocchio (1940) og Fantasia (1940). Da teknologien modnede blev det også brugt til mindre spektakulære dramaer og komedier og sågar film noir som Leave Her to Heaven (1945) og Niagara (1953).

## Historie
Processen blev oprindeligt udviklet i 1916 af Herbert Kalmus i et 2-farvefiltersystem (rød og grøn), men dette blev ikke en succes, fordi mange nuancer gik tabt når film skulle vises. Dette var tydeligt når man filmede udenfor, hvilket ofte var nødvendigt, da man skulle bruge store mængder lys for at få et godt resultat, men processen kunne ikke gengive en naturlig blå farve, hvilket var et problem når man filmede himmel eller hav.
Derfor skulle processen forbedres, for at det kunne blive en succes. Det skulle vise sig hurtigt at den rette måde at få farver frem i slutresultatet var ved at bygge et specielt kamera, som fotograferede på 3 individuelle filmstriber på samme tid. Dette var en udfordring og tog år at perfektionere, da et skred i en enkelt stribe vil påvirke resultatet. Senere lagde man en ekstra sort-hvid-stribe sammen med de 3 farverede striber, for at give et mere realistisk udseende, så mætningen stod bedre og dette gav også en bedre dybde til farverne.
Det viste sig dog, at farve på film ikke skulle blive en stor succes lige med det samme. For det første var det dyrere at fotografere i farver end i sort-hvid, så derfor var det ikke alle der var villige til at investere i Technicolor. For det andet havde firmaet patent på deres kameraer, og de blev ikke solgt kommercielt. Filmstudier måtte derfor låne kameraer, når de skulle indspille film, hvilket ikke mange kunne se fidusen i.
Technicolors store redning kom i form af Walt Disney, som viste interesse for muligheden i at frembringe farver til sine tegnefilm. Han eksperimenterede med farver på sin kortfilmsserie Silly Symphonies, og dette blev vel modtaget blandt publikum og var en af grundene til, at han besluttede sig for at producere en animationsspillefilm. Snehvide og de syv dværge udkom i 1937 og blev en kæmpe succes hos både kritikere og publikum, og dette fik andre filmstudier med på vognen, hvor film from Robin Hood og Troldmanden fra Oz fulgte efter.
Technicolor blev på mange måder nærmest synonymt med Hollywoods guldalder. Det var især musicalfilm, som benyttede sig at det karakteristiske udseende, som en fremstilling af noget eventyrligt. Vincente Minnellis En Amerikaner i Paris og Gigi er gode eksempler på dette.
Da Hollywoods studiosystem faldt fra hinanden, sluttede æraen også for Technicolor. Dog havde firmaet en afdeling i England som fortsatte, og det var især de italienske gallio-film som stadig benyttede processen i 70'erne.

## Teori
Det oprindelige 2 filtre samt sort-hvid.

De tre farvefiltre, som udgør Technocolor samt slutresultatet, som ses til højre.

Sort-hvid fra negativ til positiv.

## Eftertiden
Med tiden har Technicolor fået noget af en fanskare. Blandt den yngre generation har instruktører som Damien Chazelle ladet sig inspirere af Technicolor, som ses tydeligt i filmen La La Land fra 2016, hvor ved man via et 70 mm. Panavision-kamera imiterede Technicolor-udseendet.
Blandt filmkonservatorer regnes det for den absolut bedste farveproces at arbejde med, fordi dens kemiske sammensætning er stabil og det betyder at farverne ikke falmer over tid som mange af de billigere konkurrenter fra samtiden.